# Meteler (Adelsgeschlecht)

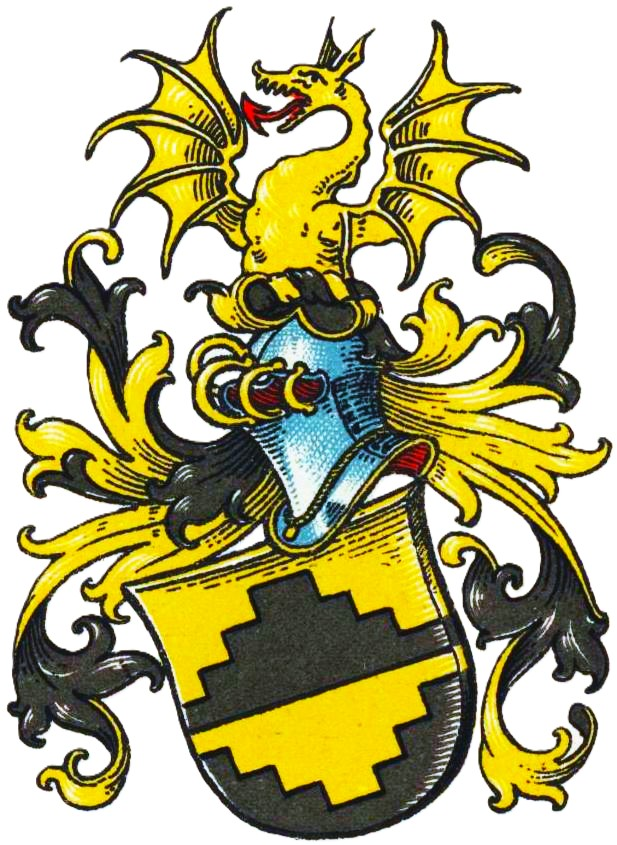
Wappen derer von Meteler im Wappenbuch des Westfälischen Adels

Meteler (auch Metheler, Methler, Methlare o. ä.) ist der Name eines erloschenen westfälisch-stämmigen Lübecker Patrizier- und Adelsgeschlechts.

## Geschichte
Das Geschlecht hatte seinen namensgebenden Stammsitz in Methler, heute ein Stadtteil von Kamen in Westfalen. Bereits 1150 erscheint dort ein Gerardus de Metlare als Zeuge in einer Urkunde des Klosters Scheda und 1240 ein Bernardus de Metlare als Bürger zu Soest. Offenbar von hier kam die Familie im 14. Jahrhundert nach Lübeck.
Johann von Meteler († 1373) aus Kamen erwarb das Lübecker Bürgerrecht vermutlich vor 1317. Er war in erster Ehe mit einer Elisabeth und in zweiter Ehe mit einer Margarete verheiratet. 1358–1373 war er Lübecker Ratsmitglied. 1365 bzw. 1368 vertrat er den Rat der Stadt Lübeck auf den Hansetagen in Stralsund bzw. Lübeck. Sein Sohn Heinrich Meteler († 1433) war 1384–1433 Lübecker Ratsherr und Mitbegründer der Zirkelgesellschaft. 1408–1416 war er mit dem Alten Rat außerhalb der Stadt. 1418 vertrat er den Rat der Stadt Lübeck auf dem Hansetag in Lübeck. Heinrich Meteler war dreimal verheiratet.
Im 15. Jahrhundert kam die Familie auch nach Riga, wo sie als Ratsherrengeschlecht erscheint. Diederik Meteler war 1478 Ratsherr, 1489 Kämmerer, 1495 Vogt, dessen Sohn Johann Meteler († 1529) 1503 Ratsherr und 1526 Bürgermeister, dessen Bruder Diderik Meteler 1529 Ratsherr.
Laut Max von Spießen erscheint die Familie in Westfalen zuletzt 1440. Anton Fahne erwähnt zu diesem Jahr Conrad und Reinold von Meteler.

## Persönlichkeiten
- Heinrich Meteler († 1433), Lübecker Kaufmann, Ratsherr und Mitbegründer der Zirkelgesellschaft, Sohn von Johann Meteler
- Johann Meteler (1373) († 1373), Lübecker Kaufmann, Ratsherr
- Johann Meteler (1529) († 1529), Rigaer Ratsherr und Bürgermeister

## Stammfolge
Für die Lübecker Ratsherren ist folgende Stammfolge überliefert:
- N. N.
  - Johann Meteler († 1373), 1358–1373 Lübecker Ratsherr, ⚭ I. Elisabeth, Witwe des Everhard Witte, ⚭ II. Margrete, Witwe des Thideman Schoneke
    - aus I.: Elisabeth (Telse) von Meteler ⚭ Heinrich (Hinrik) Constin
    - aus I.: Greteke von Meteler
    - aus I.: Nicolaus von Meteler
    - aus I.: Wobbeke Schonecke von Meteler
    - aus II.: Heinrich Meteler († 1433), 1384–1433 Ratsherr, ⚭ I. Elisabeth Warendorp, Tochter des Brun Warendorp aus dem Geschlecht der von Warendorf, ⚭ II. Walmodis, Witwe des Gherard Odeslo, ⚭ III. Telseke Wickede, Tochter des Hinrik Wickede
      - Johann von Meteler
      - Margarthe von Meteler
      - aus III.: Greteke von Meteler

    - aus II.: Johann von Meteler
    - aus II.: Katherine von Meteler
    - aus II.: Konegund von Meteler
    - aus II.: Lyseke von Meteler

  - Abele von Meteler
  - Peter von Meteler

## Wappen
Blasonierung: Von Gold und Schwarz geteilt, darin ein rings gestufter Würfel verwechselter Tinktur, auf der Spitze stehend. Auf dem schwarz-golden bewulsteten Helm mit schwarz-goldenen Helmdecken ein goldener (oder grüner) Drache wachsend.
Der Ort Methler nahm das Wappen derer von Meteler mit einer Änderung der Tingierung als Gemeindewappen an.

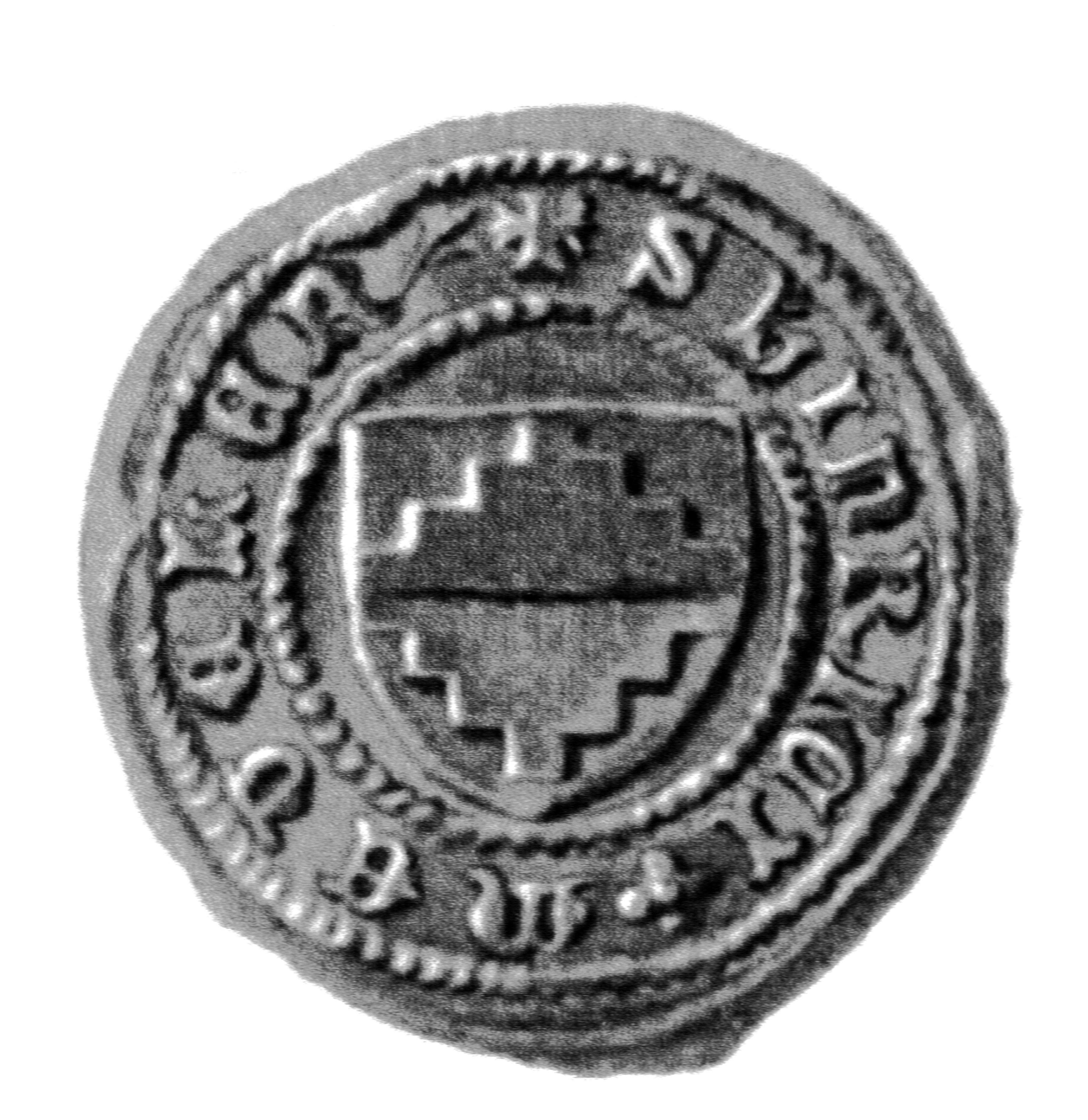
Siegel des Heinrich von Meteler (um 1408)
Ortswappen von Methler